# فرودگاه شهری موبریج
فرودگاه شهری موبریج (به انگلیسی: Mobridge Municipal Airport) یک فرودگاه همگانی بهره‌برداری هوایی با کد یاتا MBG است که یک باند فرود آسفالت دارد و طول باند آن ۱۳۴۴ متر است. این فرودگاه در کشور ایالات متحده آمریکا قرار دارد و در ارتفاع ۵۲۳ متری از سطح دریا واقع شده‌است.